# 조르주 들르뤼

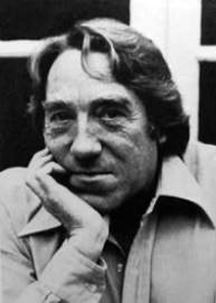

조르주 들르뤼(Georges Delerue, 1925년 3월 12일 - 1992년)는 프랑스 출신의 영화 음악 작곡가이다. 300편이 넘는 영화의 음악을 담당하였다.

## 생애
파리 음악원에서 공부하였다. 1947년부터 작곡을 시작했다. 1948년에 첫 현악 사중주, 1951년에 트럼펫과 현을 위한 콘체르티노(Concertino pour trompette et orchestre à cordes), 1955년에는 교향곡을 작곡하였다. 1949년 로마 대상을 받았다.
프랑수아 트뤼포 등 누벨 바그의 유명 연출가들과 많은 작업을 하였다. 1972년에는 할리우드에서 일하기 시작했다.

## 참여 영화 목록
- 쥴 앤 짐 (1962)
- 줄리아 (1977)
- 마지막 지하철 (1980)
- 고백 (1981)
- 신나는 일요일 (1983)
- 어 타임 투 리브 (1985)
- 어 맨 인 러브 (1987)
- 내 사랑 컬리 수 (1991)